# Comté de Greeley (Kansas)
Pour les articles homonymes, voir Comté de Greeley.
Le comté de Greeley est l’un des 105 comtés de l’État du Kansas, aux États-Unis. Fondé le 20 mars 1873, il a été nommé en hommage à Horace Greeley, propriétaire d’un journal, qui s’était présenté à l’élection présidentielle.
Siège et plus grande ville : Tribune.

## Géolocalisation
| Comté de Cheyenne (Colorado) | Comté de Wallace  |                  |
| Comté de Kiowa (Colorado)    | Comté de Greeley  | Comté de Wichita |
| Comté de Prowers (Colorado)  | Comté de Hamilton |                  |